# ژوژا کورموتسی
ژوژا کورموتسی (مجاری: Körmöczy Zsuzsa; ۲۵ اوت ۱۹۲۴ – ۱۶ سپتامبر ۲۰۰۶) تنیس‌باز اهل مجارستان بود.وی دارای رنکینگ ۲ در تنیس و همچنین قهرمان تنیس آزاد فرانسه در سن ۳۴ سالگی در سال ۱۹۵۸ بود.